# Grand Prix San Marina
Grand Prix San Marina je závod Formule 1, který se šestadvacetkrát konal na okruhu Autodromo Enzo e Dino Ferrari situovaným ve městě Imola (BO), přibližně 100 km od hranic malé a hornaté republiky San Marino.
Tento okruh zažil nejdramatičtější okamžiky 1. května 1994, během závodního víkendu Grand Prix San Marina, kdy přišli o život jezdci Roland Ratzenberger a Ayrton Senna. Po této události došlo na okruhu k bezpečnostním změnám, hlavně úpravou zatáček Tamburello a Villeneuve.
Prozatím posledním závodem na tomto okruhu byla Grand Prix San Marina 2006, v roce 2007 na okruhu probíhají stavební úpravy především v místech boxové uličky.

## Vítězové Grand Prix San Marína

### Opakovaná vítězství (jezdci)
| Počet vítězství | Jezdec             | Roky                                     |
| --------------- | ------------------ | ---------------------------------------- |
| 7               | Michael Schumacher | 1994, 1999, 2000, 2002, 2003, 2004, 2006 |
| 3               | Ayrton Senna       | 1988, 1989, 1991                         |
| 3               | Alain Prost        | 1984, 1986, 1993                         |
| 2               | Nigel Mansell      | 1987, 1992                               |
| 2               | Damon Hill         | 1995, 1996                               |

### Opakovaná vítězství (týmy)
| Počet vítězství | Konstruktér | Roky                                           |
| --------------- | ----------- | ---------------------------------------------- |
| 8               | Ferrari     | 1982, 1983, 1999, 2000, 2002, 2003, 2004, 2006 |
| 8               | Williams    | 1987, 1990, 1992, 1993, 1995, 1996, 1997, 2001 |
| 6               | McLaren     | 1984, 1986, 1988, 1989, 1991, 1998             |

### Opakovaná vítězství (dodavatelé motorů)
| Počet vítězství | Dodavatel | Roky                                           |
| --------------- | --------- | ---------------------------------------------- |
| 8               | Ferrari   | 1982, 1983, 1999, 2000, 2002, 2003, 2004, 2006 |
| 8               | Renault   | 1985, 1990, 1992, 1993, 1995, 1996, 1997, 2005 |
| 4               | Honda     | 1987, 1988, 1989, 1991                         |
| 2               | TAG*      | 1984, 1986                                     |
| 2               | Ford**    | 1981, 1994                                     |

* Byl vyráběn Porsche.

** Byl vyráběn Cosworth.

### Vítězové v jednotlivých letech
| Rok  | Jezdec                | Konstruktér      | Trať                          | Výsledky |
| ---- | --------------------- | ---------------- | ----------------------------- | -------- |
| 2006 | Michael Schumacher    | Ferrari          | Autodromo Enzo e Dino Ferrari | Výsledky |
| 2005 | Fernando Alonso       | Renault          | Autodromo Enzo e Dino Ferrari | Výsledky |
| 2004 | Michael Schumacher    | Ferrari          | Autodromo Enzo e Dino Ferrari | Výsledky |
| 2003 | Michael Schumacher    | Ferrari          | Autodromo Enzo e Dino Ferrari | Výsledky |
| 2002 | Michael Schumacher    | Ferrari          | Autodromo Enzo e Dino Ferrari | Výsledky |
| 2001 | Ralf Schumacher       | Williams-BMW     | Autodromo Enzo e Dino Ferrari | Výsledky |
| 2000 | Michael Schumacher    | Ferrari          | Autodromo Enzo e Dino Ferrari | Výsledky |
| 1999 | Michael Schumacher    | Ferrari          | Autodromo Enzo e Dino Ferrari | Výsledky |
| 1998 | David Coulthard       | McLaren-Mercedes | Autodromo Enzo e Dino Ferrari | Výsledky |
| 1997 | Heinz-Harald Frentzen | Williams-Renault | Autodromo Enzo e Dino Ferrari | Výsledky |
| 1996 | Damon Hill            | Williams-Renault | Autodromo Enzo e Dino Ferrari | Výsledky |
| 1995 | Damon Hill            | Williams-Renault | Autodromo Enzo e Dino Ferrari | Výsledky |
| 1994 | Michael Schumacher    | Benetton-Ford    | Autodromo Enzo e Dino Ferrari | Výsledky |
| 1993 | Alain Prost           | Williams-Renault | Autodromo Enzo e Dino Ferrari | Výsledky |
| 1992 | Nigel Mansell         | Williams-Renault | Autodromo Enzo e Dino Ferrari | Výsledky |
| 1991 | Ayrton Senna          | McLaren-Honda    | Autodromo Enzo e Dino Ferrari | Výsledky |
| 1990 | Riccardo Patrese      | Williams-Renault | Autodromo Enzo e Dino Ferrari | Výsledky |
| 1989 | Ayrton Senna          | McLaren-Honda    | Autodromo Enzo e Dino Ferrari | Výsledky |
| 1988 | Ayrton Senna          | McLaren-Honda    | Autodromo Enzo e Dino Ferrari | Výsledky |
| 1987 | Nigel Mansell         | Williams-Honda   | Autodromo Enzo e Dino Ferrari | Výsledky |
| 1986 | Alain Prost           | McLaren-TAG      | Autodromo Enzo e Dino Ferrari | Výsledky |
| 1985 | Elio de Angelis       | Lotus-Renault    | Autodromo Enzo e Dino Ferrari | Výsledky |
| 1984 | Alain Prost           | McLaren-TAG      | Autodromo Enzo e Dino Ferrari | Výsledky |
| 1983 | Patrick Tambay        | Ferrari          | Autodromo Enzo e Dino Ferrari | Výsledky |
| 1982 | Didier Pironi         | Ferrari          | Autodromo Enzo e Dino Ferrari | Výsledky |
| 1981 | Nelson Piquet         | Brabham-Ford     | Autodromo Enzo e Dino Ferrari | Výsledky |